# Anna Wierzbicka (agronom)
Anna Kazimirowna Wierzbicka (ros. Анна Казимировна Вержбицкая, ur. 8 lutego 1915 w Borysowie, zm. 6 lutego 2000) – radziecka agronom, Bohater Pracy Socjalistycznej (1966).

## Życiorys
W 1940 ukończyła studia w Instytucie Sadownictwa w Miczuryńsku, później pracowała jako agronom w obwodzie moskiewskim i tulskim, a od 1947 w rejonie borysowskim, w tym jako agronom wydziału gospodarki rolnej rejonowego komitetu wykonawczego. W 1953 została głównym agronomem gospodarki rolnej rejonu borysowskiego, od 1961 do 1973 była dyrektorem sowchozu, potem starszym agronomem w zarządzie kształcenia zawodowo-technicznego obwodu mińskiego, a od 1982 do 1985 inspektorem mińskiego obwodowego zarządu kształcenia zawodowo-technicznego. Działała w KPZR, była delegatem na XXII Zjazd tej partii. Kilkakrotnie pełniła mandat deputowanej do Rady Najwyższej Białoruskiej SRR, od 1966 do 1977 należała do Komitetu Radzieckich Kobiet. W 1960 otrzymała tytuł Zasłużonego Agronoma Białoruskiej SRR, a 22 marca 1966 tytuł Bohatera Pracy Socjalistycznej. Jej imieniem nazwano jedną z ulic w Borysowie.